# Villanueva del Campo
Villanueva del Campo è un comune spagnolo di 969 abitanti situato nella comunità autonoma di Castiglia e León.